# Brigada explosiva contra los ninjas
Brigada explosiva contra los ninjas es una película argentina cómica de 1986 dirigida por Miguel Fernández Alonso y escrita por Salvador Valverde Calvo. Es protagonizada por Moria Casán, Emilio Disi, Alberto Fernández de Rosa, Gino Renni, Berugo Carámbula y Mario Castiglione. Es la segunda película de la saga de la Brigada explosiva. Fue estrenada el 3 de julio de 1986, con una taquilla moderada y aceptable por parte del público. Algunos comentarios en el momento de su estreno la definieron como un "mal guion pero una acertada dirección".

## Sinopsis
Los disparatados agentes Gino, Emilio, Alberto y Benito tienen su segunda misión: deberán luchar contra un grupo de ninjas que han secuestrado a un importante ejecutivo del país. Si cumplen con su objetivo lograrán que la Brigada Z no sea disuelta.

## Reparto
| Actor                     | Personaje                                  |
| ------------------------- | ------------------------------------------ |
| Moria Casán               | Margarita Zavaleta                         |
| Emilio Disi               | Emilio                                     |
| Alberto Fernández de Rosa | Alberto "Paco" Rosales                     |
| Gino Renni                | Gino Foderone                              |
| Berugo Carámbula          | Berugo "Benito" Gilglins                   |
| Daniel Guerrero           | Macarius                                   |
| Mario Castiglione         | Sargento Mario Jorobati / Sargento Vinagre |
| Tincho Zabala             | Don Genaro                                 |
| Edgardo Mesa              | Relator de Boxeo                           |
| Abel Laudonio             | Él mismo                                   |
| Anamá Ferreira            |                                            |
| Cocho López               |                                            |
| Nancy Herrera             | Pasajera en el colectivo                   |
| Carlos Roffé              | Profesor de yoga                           |
| Hernán Zabala             |                                            |
| Carlos Rivkins            |                                            |
| Isidoro Chiodi            |                                            |